# Чандмань (аймак Ховд)
Чандмань (монг.: Чандмань) — сомон аймаку Ховд, Монголія. Площа 6,0тис. км², населення 3,6 тис. В основному живуть халха-монголи. Центр сомону селище Урд гол лежить за 1360 км від Улан-Батора, за 152 км від міста Кобдо.

## Рельєф
Гори: хребти Зуунжаргалант, Хуремт, Ханбаатар (3245 м), Жаргалант (3464), Мунгун овоо. Долини озер Хар ус, Ургун, Дурген, озеро Хутаг, річка Хурхрее.

## Клімат
Клімат різко континентальний. Щорічні опади 250 мм, середня температура січня −20°−24°С, середня температура липня +18°+22°С.

## Природа
Водяться козулі, аргалі, дикі манули, зайці, вовки, лисиці, тарбагани, дикі кози.

## Корисні копалини
Залізна руда, дорогоцінне каміння, хімічна та будівельна сировина.

## Соціальна сфера
Є школа, лікарня, сфера обслуговування.